# Chai (symbool)

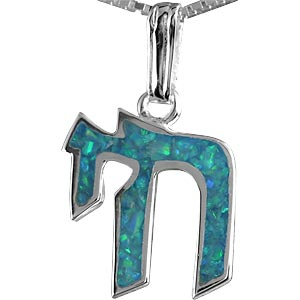
Joods hangertje voor aan een ketting, genaamd chai.

Chai (Hebreeuws: חַי, chai; 'levend', 'in leven'), ook wel gespeld als hai, speelt een prominente rol in de moderne Joodse cultuur. De Hebreeuwse letters van het woord worden vaak gebruikt als visueel symbool, zoals bij een amulet het geval is, en is zeer gangbaar als kettinghangertje.

## Geschiedenis
Letters als symbolen in de Joodse cultuur gaan terug tot de vroegste Joodse wortels. De Talmoed stelt dat de wereld werd geschapen uit Hebreeuwse letters, die verzen van de Thora vormen. In de middeleeuwse kabbala is chai de laagste emanatie van God en daarmee het dichtst bij het fysieke vlak.
Joodse commentaren gaan uitgebreid in op bepaalde verzen in de Thora met het woord chai als centraal thema. Twee voorbeelden zijn:
Leviticus 18:5
.וּשְׁמַרְתֶּם אֶת-חֻקֹּתַי וְאֶת-מִשְׁפָּטַי, אֲשֶׁר יַעֲשֶׂה אֹתָם הָאָדָם וָחַי בָּהֶם:  אֲנִי, יְהוָה
Ja, Mijn inzettingen en Mijn rechten zult gij houden; welk mens dezelve zal doen, die zal door dezelve leven; Ik ben de HEERE!
Deuteronomium 30:15
.רְאֵה נָתַתִּי לְפָנֶיךָ הַיּוֹם, אֶת-הַחַיִּים וְאֶת-הַטּוֹב, וְאֶת-הַמָּוֶת, וְאֶת-הָרָע
Ziet, ik heb u heden voorgesteld het leven, en het goede, en den dood, en het kwade.
Twee veel voorkomende Joodse namen die sinds de Talmoed-tijd worden gebruikt, zijn gebaseerd op dit symbool, namelijk de meisjesnaam Chaya en de jongensnaam Chayim. De joodse toast (op alcoholische dranken zoals wijn) is l'chaim, oftewel 'op het leven'.

## Betekenis

Het woord chai in het Hebreeuws.

### Taalkundig
Het woord bestaat uit twee letters van het Hebreeuwse alfabet: chet (ח) en jod (י). Samen vormen ze het woord chai (חי), dat zich laat vertalen als 'levend' en 'in leven'. Het woord wordt ook, vooral in het Engels, gespeld als hai. Het meervouw, chayim (חיים), betekent 'leven' (als in: het leven; niet het werkwoord). Het verwante woord chaya (חיה) betekent levend wezen of dier.

### Numerologisch
Het systeem van Hebreeuwse cijfers is een quasi-decimaal alfabetisch getalsysteem dat gebruikmaakt van de letters van het alfabet. Hierbij wordt elk cijfer weergegeven door een aparte letter. De eerste letter א (alef) is 1, de tweede letter ב (beet) is 2, de derde letter ג (gimmel) is 3, enzovoort. Dit systeem wordt vooral gebruikt in het oudere Hebreeuws.
Gematria (joodse numerologie) gebruikt deze omzettingen uitgebreid. Hierbij gaat het om een geheime leer van kabbalisten die woorden in getallen en getallen in woorden omzetten met de bedoeling verborgen verbanden tussen verschillende begrippen te ontdekken.
De letters חי tellen op tot 18; י is 10, ח is 8. In gematria staat het getal 18 dus voor 'leven', het getal 36 (2x18) voor 'twee levens'. Veelvouden van het aantal worden als geluk beschouwd en worden vaak gebruikt bij het geven van geschenken.

### Cultureel
Joden geven vaak geschenken en donaties in veelvouden van 18, wat 'leven geven' wordt genoemd. Het woord chai komt voor in de bekende slogan am yisrael chai! (!עַם יִשְרָאֵל חַי; 'het volk van Israël leeft!'). Tijdens het Eurovisiesongfestival 1983 zong de Israëlische zangeres Ofra Haza het nummer 'Chai', met daarin de regel am yisrael chai. Het nummer eindigde op de tweede plaats.